# 罗霄山脉
罗霄山脉是万洋山、诸广山和武功山的统称，这些东北至西南走向次级山脉构成罗霄山脉，是湖南和江西两省的自然界线。主要山峰海拔多在1000米以上。其中著名的山峰有八面山，井冈山，武功山等。罗霄山地区有炎帝陵、汤湖温泉、井冈山革命根据地、大围山等名胜。
主峰南风面位于江西遂川县，是江西省西部最高峰，海拔2120米。南风面西侧的酃峰位于湖南炎陵县，是湖南省最高峰，海拔2115.4米。其余还有八面山海拔2042米，大围山海拔1607米。
罗霄山脉包括5条东北-西南走向的山脉, 自北向南依次为幕阜山脉、九岭山脉、武功山脉、万洋山脉和诸广山脉。

## 武功山
属罗霄山脉北支，东北西南走向，自江西吉安市安福县，宜春市袁州区，至萍乡市芦溪县、莲花县，绵延120余千米。

## 万洋山
万洋山属罗霄山脉中段，自江西主峰南风面为罗霄山脉最高峰，江西第三高峰。自江西吉安市永新县、井冈山市、遂川县至湖南省炎陵县。井冈山位于万洋山北端。

## 八面山
八面山位于湖南省境内，与万洋山大体相连，同属罗霄山脉中段。为桂东县与资兴市的分界线。主峰海拔海拔2042.1米。

## 诸广山
诸广山罗霄山脉南段，与万洋山、八面山在同一高地上。自江西省赣州市上犹县、崇义县、至湖南郴州市桂东县、汝城县。主峰齐云峰海拔2061米，位于崇义和桂东交界处。